# Escaldes-Engordany
Escaldes-Engordany est une paroisse de la Principauté d'Andorre, créée en 1978 par division de celle d'Andorre-la-Vieille. Par cette division furent créées deux paroisses : celle d'Escaldes-Engordany et celle d'Andorre la Vieille.

## Géographie

### Paroisses limitrophes
| La Massana          | Encamp                        |                            |
| Andorre-la-Vieille  | Escaldes-Engordany            |                            |
| Sant Julià de Lòria | Les Valls de Valira (Espagne) | Lles de Cerdanya (Espagne) |

La paroisse est aussi frontalière avec l'Espagne sur deux communes des comarques de l'Alt Urgell et de la Basse-Cerdagne.

## Toponymie
Le nom d'Escaldes provient du latin calidae qui désigne une source d'eau chaude. Les eaux thermales d'Escaldes dont la température peut atteindre 68 °C étaient utilisés au XVe siècle pour le lavage et la teinture de la laine. Elles servent aujourd'hui à alimenter le centre thermoludique de Caldea. Les habitants sont les Escaldencs.
Selon Joan Coromines, le toponyme Engordany dérive d'un anthroponyme germanique probablement construit sur les racines ingil- et -dan ou -dank/ðank. Le « y » final proviendrait quant à lui d'un phénomène d'altération de -an en -any, puisqu'il n'est pas présent dans les sources écrites les plus anciennes.

## Fête paroissiale
La fête de la paroisse (nom des grands noyaux de population en Andorre) est le 17 juin, en commémoration de la séparation de la paroisse voisine d'Andorre la Vieille et donc de la création de la paroisse. La fête de la ville appelée festa major est fêtée le 25 et le 26 juillet. Le 25 juillet est le jour de la Sainte Patronne d'Escaldes-Engordany : Santa Anna. Pendant la festa major, plusieurs activités ludiques, traditionnelles et culturelles sont organisées.

## Villages
- Escaldes
- Engordany
- Villars d'Engordany
- Engolasters
- El Fener

## Transports en commun
La paroisse, limitrophe d'Andorre-la-Vieille, est desservie par toutes les lignes en journée, et la nuit en fin de semaine par la ligne Bn1, du réseau de transport en commun national.

## Administration

### Liste des consuls majeurs
| Période                                  | Période  | Identité                | Étiquette | Qualité |
| ---------------------------------------- | -------- | ----------------------- | --------- | ------- |
| 1995                                     | 1999     | Lydia Magallón Font     | PLA       |         |
| 1999                                     | 2003     | Lydia Magallón Font     | PLA       |         |
| 2003                                     | 2007     | Antoni Martí Petit      | PLA       |         |
| 2007                                     | 2011     | Antoni Martí Petit      | UP        |         |
| 2011                                     | 2015     | Trinitat Marin González | DA        |         |
| 2015                                     | 2019     | Trinitat Marin González | DA        |         |
| 2019                                     | En cours | Rosa Gili Casals        | PSD       |         |
| Les données manquantes sont à compléter. |          |                         |           |         |

### Conseil communal
|                          |                                                                                      |       |       |      |        |               |  |  |  |
| Liste                    | Liste                                                                                | Voix  | %     | +/-  | Sièges | +/-           |  |  |  |
|                          | Consensus pour Escaldes-Engordany (Parti social-démocrate + Concorde + Indépendants) | 1 606 | 51,49 | 5,86 | 9      | en stagnation |  |  |  |
|                          | Démocrates + Action + SDP + Indépendants                                             | 1 513 | 48,51 | N/a  | 3      | en stagnation |  |  |  |
|                          |                                                                                      |       |       |      |        |               |  |  |  |
| Votes valides            | Votes valides                                                                        | 3 119 | 92,94 |      |        |               |  |  |  |
| Votes blancs             | Votes blancs                                                                         | 177   | 5,27  |      |        |               |  |  |  |
| Votes nuls               | Votes nuls                                                                           | 60    | 1,79  |      |        |               |  |  |  |
| Total                    | Total                                                                                | 3 356 | 100   | –    | 12     | en stagnation |  |  |  |
| Abstentions              | Abstentions                                                                          | 2 543 | 43,10 |      |        |               |  |  |  |
| Inscrits / participation | Inscrits / participation                                                             | 5 899 | 56,90 |      |        |               |  |  |  |

## Culture et patrimoine

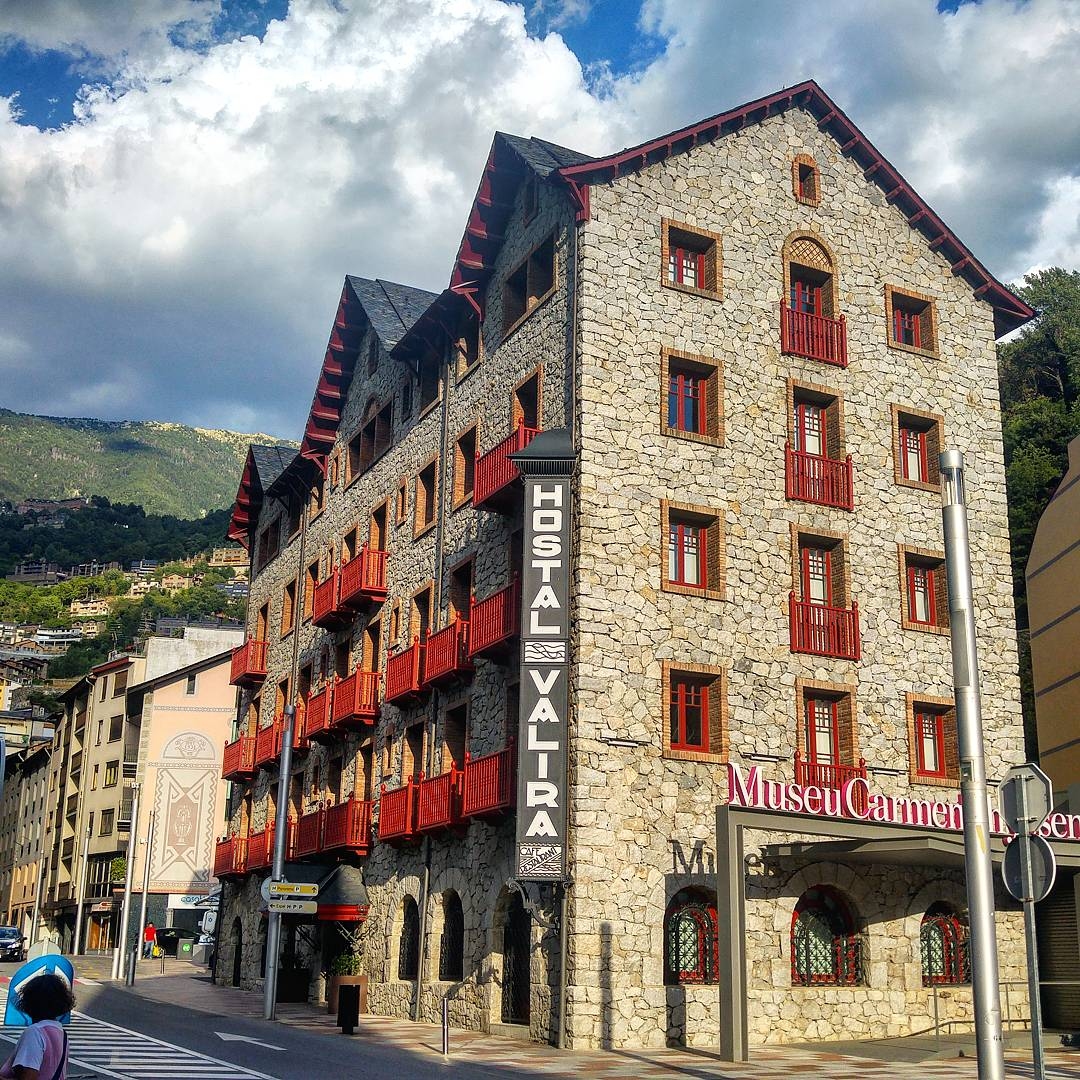
Musée Carmen-Thyssen.

- Église paroissiale Sant Pere Màrtir (style néo-roman du XXe siècle).
- Églises romanes de Sant Romà dels Vilars et de Sant Miquel d'Engolasters.
- Ponts protégés d'Engordany, de la Tosca, dels Escalls et Pla.
- Vallée du Madriu (seul site andorran classé au patrimoine mondial de l'UNESCO).
- Centre thermoludique de Caldea[7].
- Festival international de jazz.
- Musée Carmen-Thyssen dans l'hôtel Valira, créé par Carmen Cervera, baronne Thyssen. Des expositions thématiques y sont organisées, où sont présentés à tour de rôle une vingtaine de chefs-d'œuvre issus de sa collection[8].
- Musée du parfum.

## Personnalités liées à la commune
- Josep Viladomat (1899-1898), sculpteur.
- Antoni Martí (1963-2023), homme politique andorran.
- Xavier Espot Zamora (1979-), homme politique andorran.